# (35809) 1999 JY43
1999 JY43 (asteroide 35809) é um asteroide da cintura principal. Possui uma excentricidade de 0.05773280 e uma inclinação de 5.30124º.
Este asteroide foi descoberto no dia 10 de maio de 1999 por LINEAR em Socorro.